# Loveland (Colorado)
Pour les articles homonymes, voir Loveland.
Loveland est une ville du comté de Larimer, dans le nord de l'État du Colorado, aux États-Unis.
Selon le recensement de 2010, Loveland compte 66 859 habitants. La municipalité s'étend sur 35,06 milles carrés (90,8 km2), dont 33,59 milles carrés (87 km2) de terres.

## Histoire
La ville a été fondée en 1877, le long de la ligne de chemin de fer du Colorado Central Railroad (en). Son nom honore la personnalité de William A. H. Loveland (en), président de la compagnie ferroviaire.

## Personnalités liées à Loveland
- Molly Bloom (autrice) y est née en 1978.

## Démographie
| 1880 | 1890 | 1900  | 1910  | 1920  | 1930  |
| ---- | ---- | ----- | ----- | ----- | ----- |
| 236  | 698  | 1 091 | 3 651 | 5 065 | 5 506 |

| 1940  | 1950  | 1960  | 1970   | 1980   | 1990   |
| ----- | ----- | ----- | ------ | ------ | ------ |
| 6 145 | 6 773 | 9 734 | 16 220 | 30 215 | 37 352 |

| 2000   | 2010   | - | - | - | - |
| ------ | ------ | - | - | - | - |
| 50 608 | 66 859 | - | - | - | - |